# Рашкан (Урмія)
Рашкан (перс. رشکان) — село в Ірані, входить до складу дехестану Дул у Центральному бахші шахрестану Урмія провінції Західний Азербайджан.